# ファン・フォルメル
ファン・フォルメル（Juan Formell、1942年8月2日 - 2014年5月1日）はキューバのベーシスト。フアン・フォルメルとも表記される。
1969年にバンド「ロス・バン・バン」を結成した。